# Osmylus cilicicus
Osmylus cilicicus is een insect uit de familie watergaasvliegen (Osmylidae), die tot de orde netvleugeligen (Neuroptera) behoort. 
Osmylus cilicicus is voor het eerst wetenschappelijk beschreven door Krüger in 1913. De soort komt voor in Turkije.